# فكر ومباحث (كتاب)
فِكَر ومباحث كتاب للعلامة السوري الدمشقي علي الطنطاوي، يقع هذا الكتاب في 262 صفحة من القطع المتوسط (14×21سم)، وهو يضم خمساً وعشرين مقالة نحو نصفها مما نُشر في الثلاثينيات، أي أنها من أوائل ما نشر علي الطنطاوي في الصحف.

## نبذة
أقدم مقالات هذا الكتاب مقالة عنوانها «كيف تكون كاتباً»، نُشرت سنة 1932، أي أن صاحبها كان -حين نشرها- في الثالثة والعشرين من عمره! وقد بسط فيها الطريقة الصحيحة المنهجية للكتابة ومراحلها: الجمع، والاصطفاء، والترتيب والتصنيف، واختيار الأسلوب. وقريبٌ من هذه المقالة في مضمونها ومنهجها «مقالةٌ في التحليل الأدبي» التي نُشرت أول مرة سنة 1934 (وكان مؤلفها في الخامسة والعشرين يومذاك)، وهي طويلة في أربع عشرة صفحة، وقد نشرها مفردةً في أوائل ما نشر من كتابات. وفيها حديث عن الأدب والنقد، وعناصر التحليل الأدبي، والعوامل التي تعمل في تكوين الأديب (كالزمان والبيئة والثقافة والوراثة)، وفهم النصوص وتحليلها من ناحيتي اللفظ والمعنى. فكأنها أطروحة مختصرة للماجستير.
وفي الكتاب أمثالٌ لهذه الأبحاث العميقة، منها: «بين العلم والأدب» و«الملَكة والثقافة» و«في النقد» و«الأدب العربي في مدارس العراق». وفيه مقالات في وصف الأدب وواقعه (أضحت اليوم ذات قيمة تاريخية فضلاً عن قيمتها العلمية والأدبية) منها «الحياة الأدبية في دمشق» و«أدب إقليمي» و«الترجمة والتأليف». كما أن فيه دراستين نفيستين؛ واحدة عن «الأبيوردي» الشاعر نشرها في مجلة الرسالة عام 1936 (وعمره سبع وعشرون سنة)، وفيها تحليل لنفسية الشاعر وشعره ودراسة لزمانه، وقد كتبها بمناسبة مرور ثمانية قرون على وفاته. أما الدراسة الثانية فهي وصف وتلخيص لنسخة ثمينة من كتاب مفقود هو «تعبير الرؤيا لابن قتيبة»، نُشرت عام 1935.
ومن مقالات الكتاب الطويلة: مقالة «من غزل الفقهاء»، وفيها كثير مما رُوي من شعر الغزل والحب عن الفقهاء والقضاة. ومنها مقالة «من شوارد الشواهد»، وهي طويلة حافلة بالأبيات التي تدور على ألسنة الناس وعلى أقلام الكتّاب، وقد عُزي كل شاهد إلى صاحبه وذُكرت مناسبته وجُلي غامضه. ومنها مقالة «القضاء في الإسلام»، وهي -كما كُتب في مطلعها- قطعة من محاضرة ألقيت عام 1942 وضاعت تتمتها، وقد كتب المؤلف هامشاً في آخرها قال فيه إنه أضاع أوراقها وعجز عن العودة إليها وإكمالها. ولو أنه صنع أو أن المحاضرة وصلتنا كاملة لكان فيها بحث من أفضل ما أُلّف في هذا الموضوع.

## وصلات خارجية
- موقع علي الطنطاوي.